# Elsa (Bad Rodach)
Elsa ist ein Gemeindeteil der Stadt Bad Rodach im oberfränkischen Landkreis Coburg.

## Geographie
Das Pfarrdorf liegt etwa 14 Kilometer nordwestlich von Coburg und drei Kilometer östlich von Bad Rodach in einer Mulde vor den Langen Bergen. Der Unterdorfgraben, ein Quellbach der Rodach, fließt durch den Ort von Nord nach Süd. In Dorfmitte befindet sich ein Teich, die Wieth genannt, der Rest eines ehemaligen Sees ist. Die haufendorfartige Siedlung hat noch Reste einer Blockflur in einer Streifenflur.

## Geschichte
Die vermutlich deutlich ältere fränkische Gründung wurde erstmals 1317 als Eylse schriftlich erwähnt. Wasserreichtum des Geländes und die dadurch vorhandenen Erlenbuchen gaben den Namen. Der Ort war Sitz eines Adelsgeschlechts von Elsa, das eine Burganlage errichtet hatte, die im 14. Jahrhundert im Besitz der Herren von Heßberg war. Die erhoben 1343 Elsa zur Pfarrei und statteten diese mit Gütern aus.
1353 kam Elsa mit dem Coburger Land im Erbgang zu den Wettinern und war somit ab 1485 Teil des Kurfürstentums Sachsen, aus dem später das Herzogtum Sachsen-Coburg hervorging.1424 zerstörten die Hussiten Elsa. Den Herren von Heßberg folgten derer von Redwitz, nach deren Aussterben die Güter Ende des 16. Jahrhunderts an den Herzog Johann Casimir von Sachsen-Coburg fielen. Der gab dem Gymnasium in Coburg zwei Höfe zu Lehen.  Unter dem Dreißigjährigen Krieg litt auch Elsa, 1660 folgte ein Neuanfang.
Am 16. Juni 1834 richtete ein Unwetter mit starkem Hagel große Schäden, insbesondere auf den Feldern, an. 1857 lebten 353 Menschen in 62 Wohnhäusern in Elsa. Es gab ein Brauhaus, ein Gemeindebackhaus und ein Feuerwehrhaus. Aufgrund von Flachsanbau im 18. und 19. Jahrhundert ließen sich damals Leineweber in dem Dorf nieder.
In einer Volksbefragung am 30. November 1919 stimmten 15 Elsaer Bürger für den Beitritt des Freistaates Coburg zum thüringischen Staat und 57 dagegen. Somit gehörte ab dem 1. Juli 1920 auch Elsa zum Freistaat Bayern.
Am 1. April 1928 wurde Schweighof nach Elsa eingemeindet. Am 1. Mai 1978 wurde Elsa Rodacher Stadtteil.
Aufgrund guter Böden um den Ort war Elsa ein reiches und großes Bauerndorf. Heute pendeln die meisten nach Bad Rodach oder Coburg zur Arbeit.

## Einwohnerentwicklung
| Jahr | Einwohnerzahl |
| ---- | ------------- |
| 1675 | 174           |
| 1857 | 353           |
| 1910 | 309           |
| 1933 | 329           |
| 1939 | 324           |
| 1970 | 310           |
| 2005 | 276           |

## Kirche

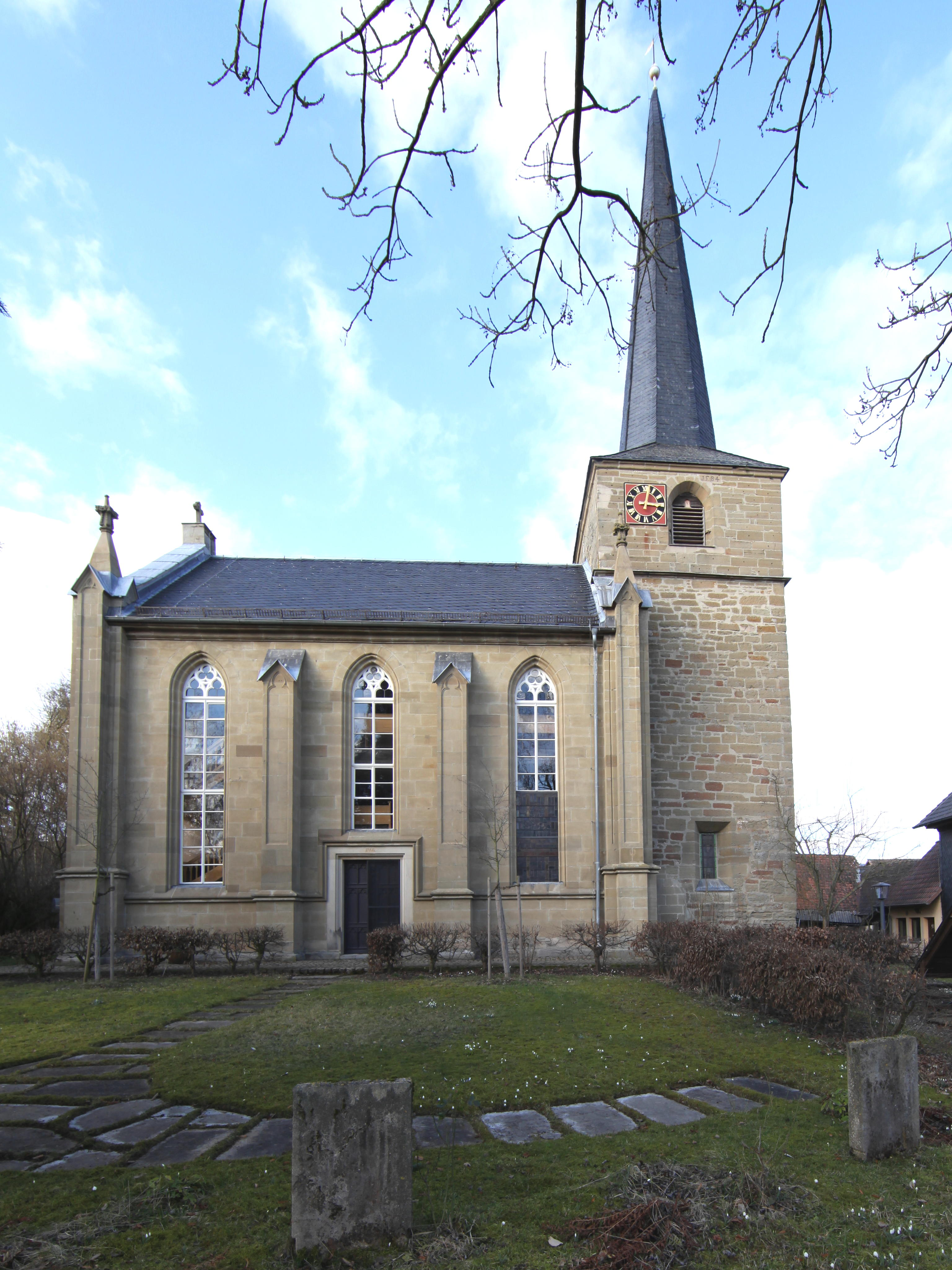
Evangelisch-lutherische Pfarrkirche

Elsa dürfte in der ersten Hälfte des 14. Jahrhunderts Pfarrgemeinde geworden sein. Filiale ist seit 1875 Heldritt und seit 1977 gehören zusätzlich die Kirchengemeinden Grattstadt und Oettingshausen zur Pfarrei Elsa.
Die evangelisch-lutherische Pfarrkirche steht auf einer kleinen Anhöhe und war mit einer in Teilen noch bestehenden Wehrmauer befestigt. Der Kirchturm ist spätgotisch und stammt aus einem Kirchbau von 1483. Das neugotisch gestaltete Kirchenschiff wurde 1866 errichtet.

## Naturdenkmäler
In Elsa gibt es drei Naturdenkmäler, eine Lindengruppe mit elf Bäumen hundert Meter südlich vom Ort am Brunnensteig, zwei Linden an der Wegegabelung Elsa/Oettingshausen/Großwalbur und eine Linde südlich der Straße Rodach–Elsa, ein Kilometer westlich von Elsa.

## Persönlichkeiten
- Wolfgang Ammon (1540–1589), Theologe, geistlicher Schriftsteller, Liederdichter und Lyriker